# Iglesia de San Pedro (Ninacaca)
La Iglesia San Pedro de Ninacaca es una iglesia en la localidad de Ninacaca. La iglesia forma parte de las siete iglesias construidas la Meseta del Bombón durante la época colonial.
Fue construido entre los años 1580 y 1610. En 1626 fue consagrada a San Pedro. En 1940 fue declarado Monumento Histórico Nacional.
Presenta una nave y el techo está cubierto de paja. Los muros fueron construidos con piedras unida con barro y arena. En el exterior muestra los muros con tallados de piedra como figuras de pentagramas musicales. En el interior contiene un altar de madera y pan de oro.
La iglesia se ubica a 31 km de la ciudad de Cerro de Pasco.